# Seydou M’Bodji
Seydou Nourou M’Bodji (* 12. Dezember 1979 in Nouakchott) ist ein mauretanischer ehemaliger Fußballspieler.

## Karriere

### Verein
M’Bodji begann seine Karriere 2006 in Frankreich bei AS Choisy-le-Roi. Anschließend spielte er für AAJ Blois und für US Roye-Noyon, seit 2013 spielt er bei US Laon. Sämtliche Clubs, für die er bisher spielte, sind Amateurvereine.

### Nationalmannschaft
Für die mauretanische Nationalmannschaft spielt M’Bodji seit 2008, bei einem Qualifikationsspiel für die WM 2010 gegen Äthiopien gab er sein Debüt, sein Einstand verlief jedoch weniger erfolgreich, da Mauretanien das Spiel mit 1:6 verlor.